# St. Andrew’s Anglican Church (San Ignacio)

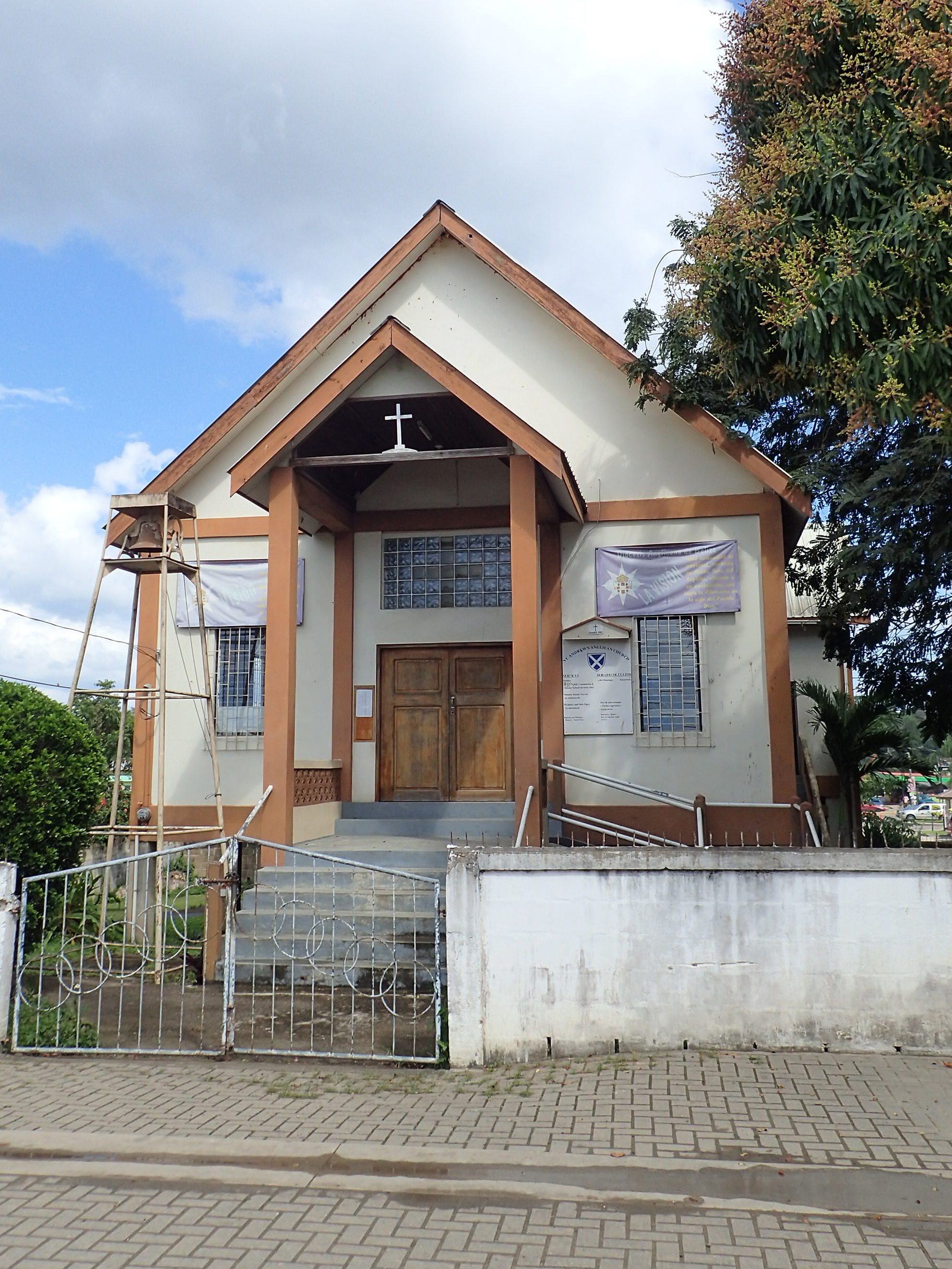
St. Andrew’s Anglican Church in 2017.

St. Andrew’s Church ist eine anglikanische Gemeinde und Kirche an der Burns Avenue in San Ignacio, Belize. Sie wurde 1905 gegründet.

## Geschichte
St. Andrew’s Church gehört zur Anglican Diocese of Belize, die zur Church in the Province of the West Indies gehört. Die Gemeinde war schon seit der britischen Kolonialherrschaft im Stadtzentrum von San Ignacio angesiedelt. Der erste Gottesdienstraum lag in der Far West Street, der erste Priester war Reverend C.G. MacArthur von 1905 bis 1907. 1907 übernahm ein junger Belizer, William Robert Hope die Leitung der Gemeinde als Deacon. Hope wurde später Canon, Rektor von San Ignacio und der erste ordinierte einheimische Priester in der Diözese Belize. Er diente im Parish St. Andrew’s von 1907 bis 1918. Mit einer Landschenkung von John O. Waight verlegte die Kirche mitsamt der Gemeinde ihren Standort 1918 in die Burns Avenue und Canon Hope wurde abberufen, die Kirche in Gales Point zu betreuen. Die Gemeinde von St. Andrew’s hielt ihre Gottesdienstversammlungen in provisorischen Räumlichkeiten, bis ein schönes hölzernes Sanctuary am Jahresende 1925 fertig gestellt und vom Bischof am 28. Februar 1926 eingeweiht wurde. Zu jener Zeit war Arnold Stackhouse der Priest-in-Charge. Die Kirche wurde als „the second St. Andrew’s Church“ bekannt. Ein Pfarrhaus (rectory) wurde bald darauf vor der Kirche errichtet und ein bereits existierendes Schulgebäude (auf dem Gelände, auf dem das Community Centre der Kirche heute steht) wurde renoviert.
Am Ostermontag, dem 13. April 1998, wurde die „second St. Andrew’s Church“ abgerissen aufgrund irreparabler Schäden durch Termiten. Ein neues Gebäude aus Zement wurde zwischen 27. April und dem 7. November 1998 erbaut. Die enorme Aufgabe des Fundraisings begann 1995 unter der Führung des englischen Priesters Ian Hutchinson Cervantes (1994–1997) und wurde von Rev. Mark Rogers 1997 (1997–2000) fortgesetzt. Das Gebäude wurde von Bimco entworfen und von Marcus Chen erbaut. Es wurde der Herrlichkeit des Allmächtigen Gottes (Glory of Almighty God) am 8. November 1998 von Sylvester Romero Palma, dem damaligen Bischof von Belize, geweiht.

## Gottesdienst
Bei allen baulichen Veränderungen der Kirche blieb der Altar das Zentrum des Gottesdienstes. Canon Hope hatte aus England drei schön geschnitzte Altar-Platten besorgt. Der Altar selbst war ein Geschenk von James Massiah zur Einweihung der Kirche 1926. Die drei Altarplatten stellen Weinstöcke, implizit die Communion mit Wein und dem Blut Christi und Weizengarben (sheaves of wheat) dar, – das Brot der Communion und Leib Christi.
Gewöhnlich haben Priester in St. Andrew’s im Turnus von drei bis vier Jahren gedient, daher gibt es eine lange Liste von ehemaligen Priestern. Vor allem ihren Laien-Vorständen ist es zu danken, dass die Gemeinde bis ins 21. Jahrhundert besteht.
Derzeit sind Philip Wright, Bischof von Belize, und der Priester David B. Alenskis zuständig für die Gemeinde (priest-in-charge und Missionar in Verbindung mit der Society of Anglican Missionaries and Senders (SAMS-USA)).

## Weitere Persönlichkeiten
- Leroy Flowers (1980–1986)
- Juan B. Marentes (2009–2014)